# دون كاماسو
دون كاماسو مواليد 16 مارس 1973 في كالوكان، هو لاعب كرة سلة فلبيني. بدأ مسيرته الاحترافية في سنة 1999. يلعب مع فريق ستار هوتشوتز في الرابطة الفلبينية لكرة السلة. يحمل الرقم 16. يبلغ طوله 6 قدم 6 بوصة (2.0 م). لعب مع ألاسكا أيسز وستار هوتشوتز.